# حشره‌خوار تایگا
 حشره‌خوار تایگا (نام علمی: Sorex isodon) نام یک گونه از سرده حشره‌خوارهای دم‌دراز است.